# Batzendorf
Batzendorf is een gemeente in het Franse departement Bas-Rhin (regio Grand Est). De plaats maakt deel uit van het arrondissement Haguenau-Wissembourg. Batzendorf telde op 1 januari 2022 968 inwoners.

## Geografie
De oppervlakte van Batzendorf bedroeg op 1 januari 2022 6,74 vierkante kilometer; de bevolkingsdichtheid was toen 143,6 inwoners per km².

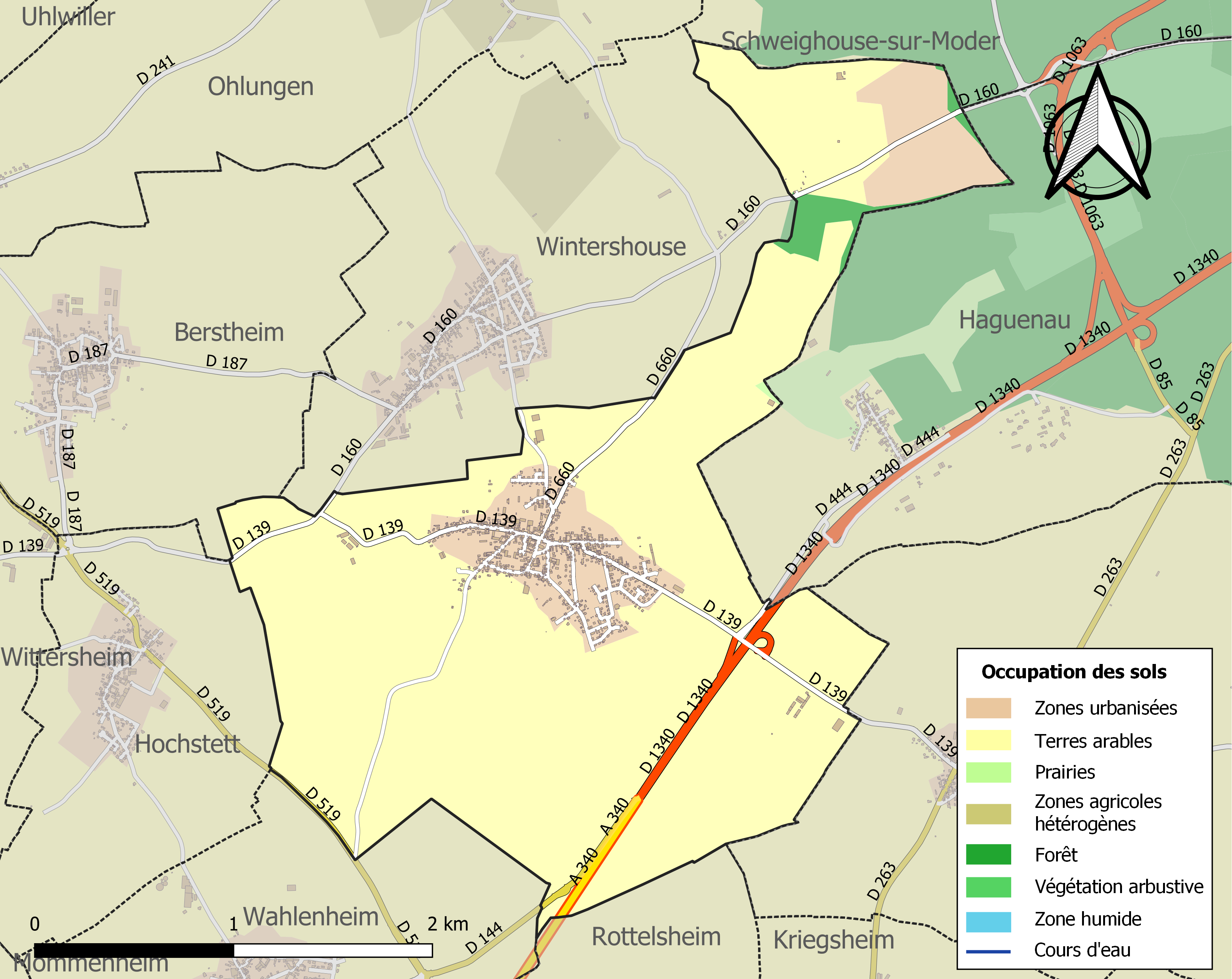
Kaart van de gemeente met de belangrijkste infrastructuur, bodemgebruik en omliggende gemeenten

## Demografie
Onderstaande figuur toont het verloop van het inwonertal (bron: INSEE-tellingen).